# Oval Lingotto
Das Oval Lingotto ist eine Mehrzweckhalle in der italienischen Stadt Turin. Sie befindet sich im Südosten der Stadt zwischen dem Messegelände Lingotto und dem Bahnhof Lingotto, in der Nähe des Olympischen Dorfes und der Torino Palavela. Die Halle wurde für die Olympischen Winterspiele 2006 als Austragungsort der Eisschnelllauf-Wettkämpfe errichtet. Das Oval Lingotto ist 210 m lang, 90 m breit und hat eine Innenhöhe von acht bis 14 m. Der Bau besitzt eine Fläche von 20.000 m² und bietet Platz für 8.500 Zuschauer.

## Geschichte
Der Bau der Halle, die als frei tragende Konstruktion ohne jegliche Säulen auskommt, begann 2002 und dauerte bis November 2005. Zuerst mussten Gebäude abgerissen werden, die im Besitz der italienischen Staatsbahnen Ferrovie dello Stato waren. Die benötigten Bauelemente wurden in Pordenone hergestellt und dann in Turin zusammengesetzt. Die Baukosten beliefen sich auf rund 70 Millionen Euro.
Nach den Olympischen Spielen diente das Oval als Messe- und Veranstaltungshalle. Unter anderem fanden die Schacholympiade 2006, die Fechtweltmeisterschaften 2006 und die Leichtathletik-Halleneuropameisterschaften 2009 in der Halle statt. Mobile Trennwände ermöglichen eine Unterteilung der Halle in drei Einheiten.
Im Zuge der XXVI. Olympischen Winterspiele, die vom 1. bis zum 17. Februar 2030 in den französischen Alpen stattfinden werden, ist geplant, dass die Wettbewerbe im Eisschnelllauf im Oval Lingotto und damit außerhalb Frankreichs durchgeführt werden.

## Auszeichnungen
2007 erhielt das Oval Lingotto den IOC/IAKS Award in Gold, den einzigen internationalen Architekturpreis für bereits im Betrieb bewährte Sport- und Freizeitbauten (Neubauten, Erweiterungen oder Modernisierungen).

## Galerie

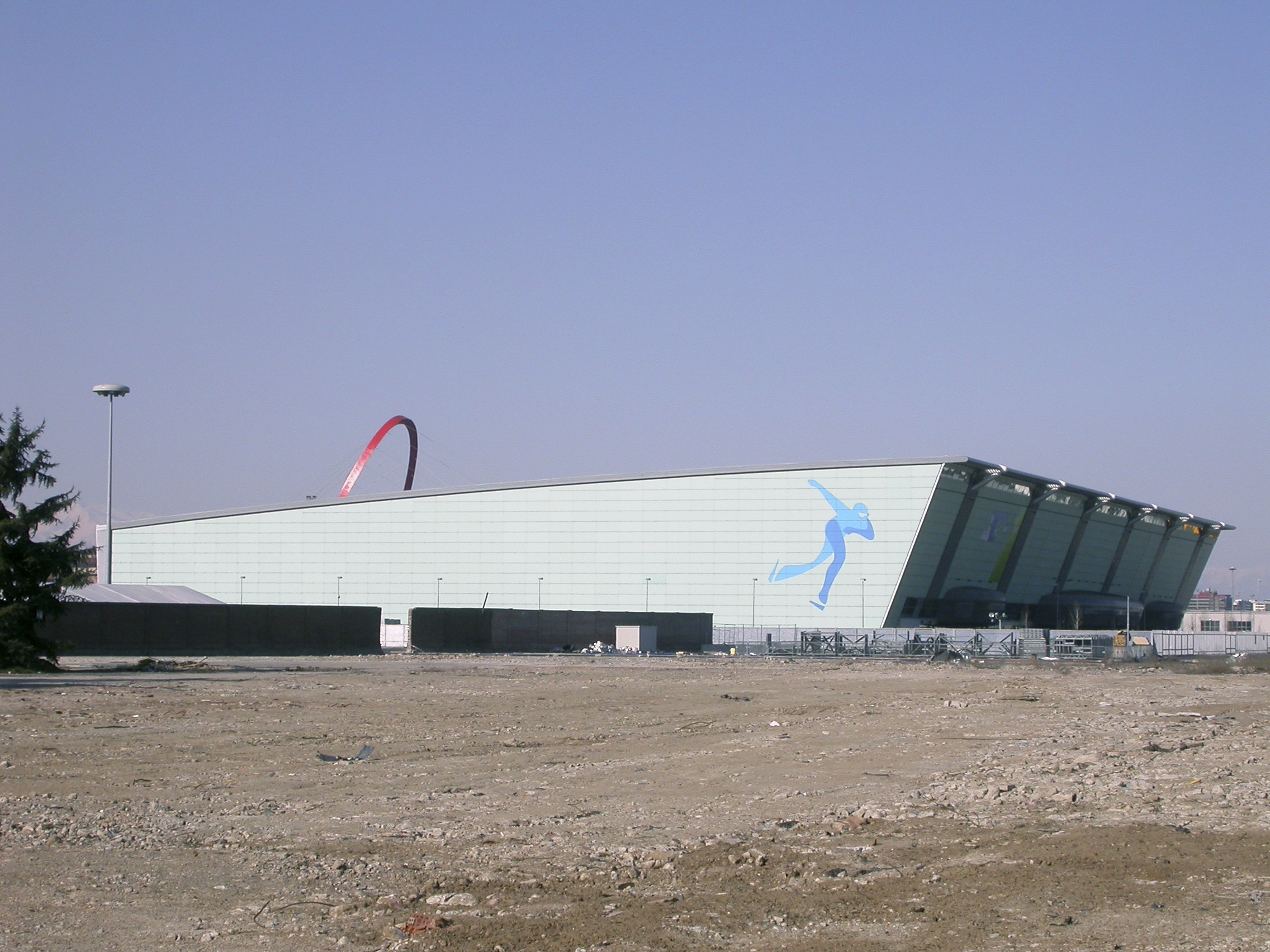
Oval Lingotto im März 2006
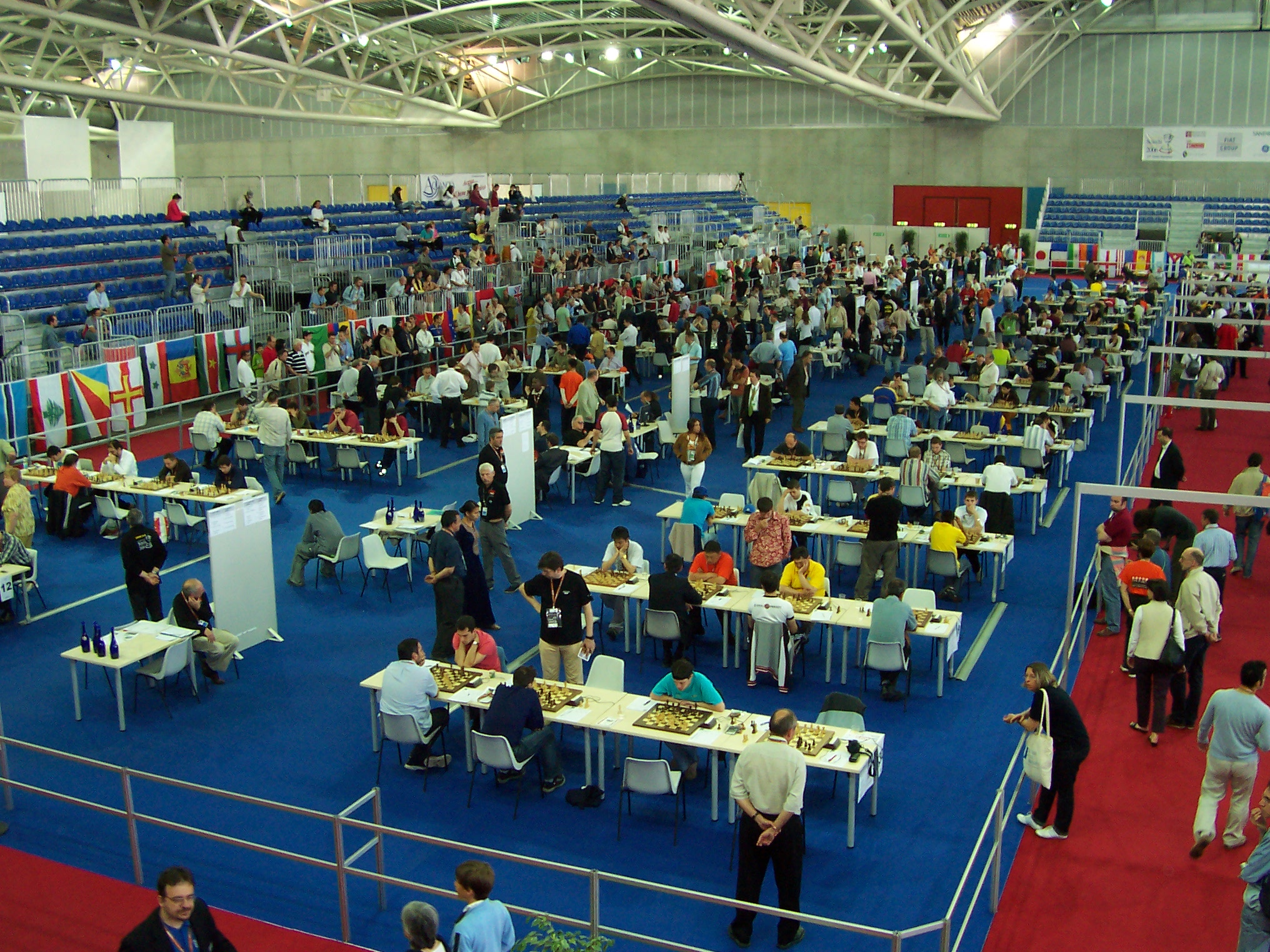
Schacholympiade 2006
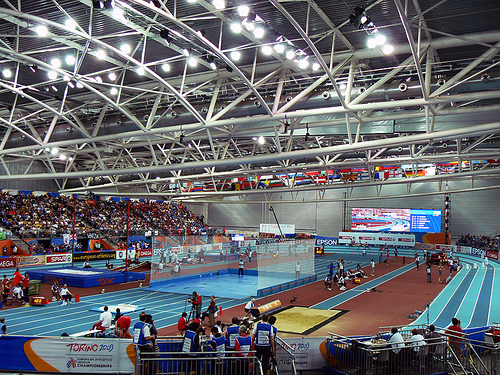
Leichtathletik-Halleneuropameisterschaften 2009
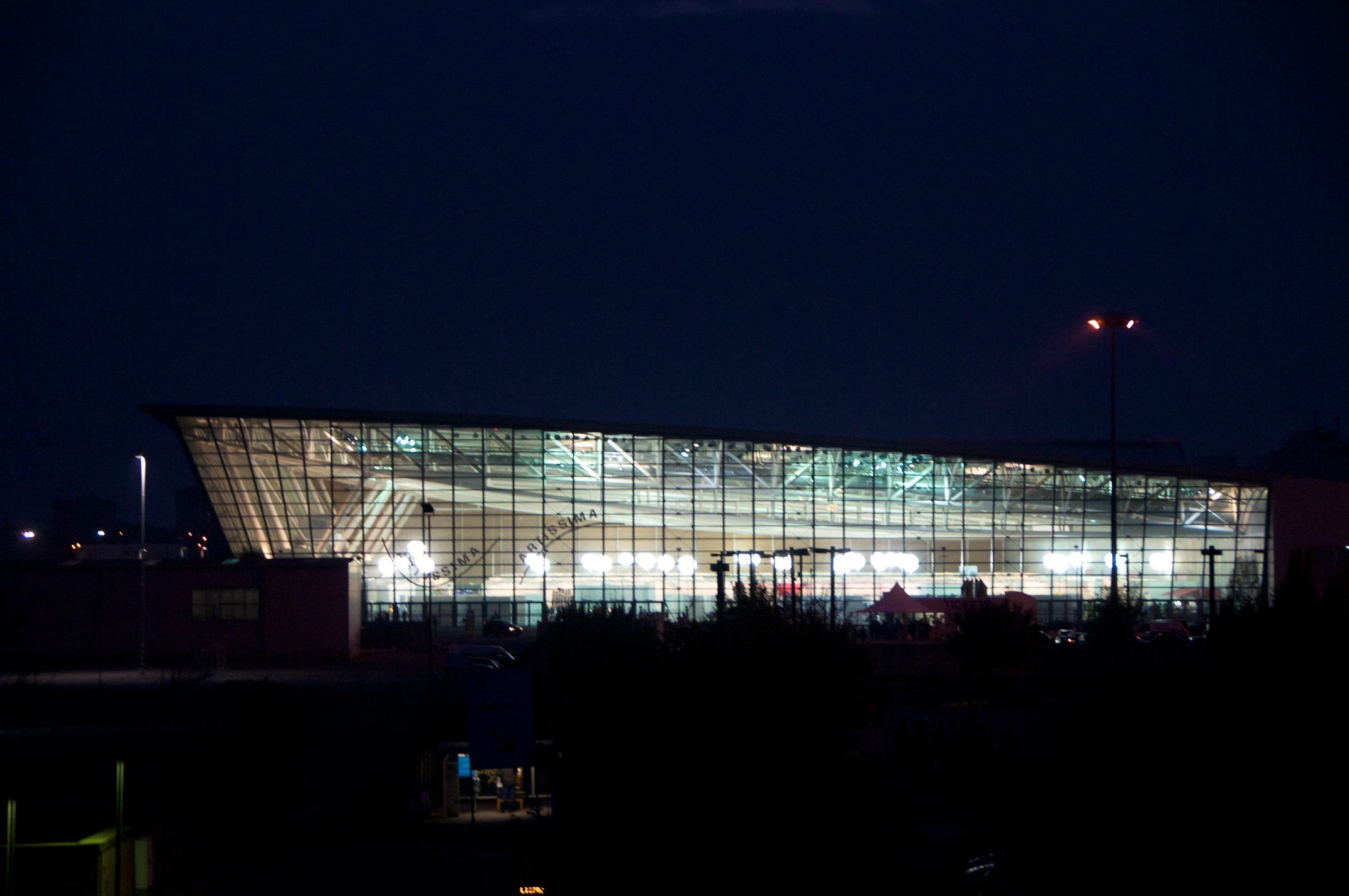
Außenansicht des Oval Lingotto (2012)